# Моя мачеха — инопланетянка
«Моя мачеха — инопланетянка» (англ. My Stepmother Is an Alien) — кинофильм, комедия Ричарда Бенджамина.

## Сюжет
Физик Стив Миллс занимался исследованием космоса и однажды в грозу отправил в космос сигнал, который, зарядившись энергией грозы, ушёл в другую галактику, из-за чего пострадала планета Селесты.
Селеста — сексуальная инопланетянка с секретным заданием — пытается совратить ничего не подозревающего физика Стива Миллса и добраться до его исследований, в которых содержится ключ к спасению её планеты. Разодетая по последней моде и закусывающая на завтрак батарейками, Селеста производит неизгладимое впечатление на земных мужчин.
Однако дочь Миллса замечает странности в Селесте, начинает за ней следить и выясняет, что та инопланетянка. Она говорит об этом отцу, но Стив не хочет её слушать. Селеста уговаривает Стива приехать в обсерваторию и отправить сигнал, но у них это не выходит. После этого Селеста проводит ночь со Стивом. На утро однопланетяне Селесты советуют выйти за него замуж. Селеста и Стив женятся. На следующий день Стив обнаружил, что его жена — инопланетянка. Он в панике. Селеста объясняет ему, зачем она прилетела на Землю. Селеста и Стив пробираются в обсерваторию и отправляют сигнал в галактику Селесты. Земляки Селесты хотят её забрать домой, но Селеста решает остаться на Земле, а вместо неё землю покидает брат Стива Рон, соблазнившийся видом соотечественниц Селесты.

## В ролях
- Ким Бейсингер — Селеста Мартин
- Дэн Эйкройд — Стивен Миллс
- Элисон Ханниган — Джесси Миллс
- Джон Ловитц — Рон Миллс
- Джозеф Маэр — Лукас Будлонг
- Сет Грин —  Фред Гласс
- Энн Прентисс — голос из сумки
- Уэсли Манн — Грейди
- Льюис Джульетт — Лекси, подруга Джесси
- Тони Джей — главный советник
- Питер Бромилов — второй в команде
- Гарри Ширер — голос Карла Сагана